# André Sant'Anna
André Sant’Anna (Belo Horizonte, 1964), filho do escritor Sérgio Sant'Anna é, também, um escritor brasileiro e trabalha, atualmente, como roteirista de publicidade, cinema e televisão. Anteriormente, era contrabaixista do grupo Tao e Qual, nos anos 1980, além de compositor.

## Vida
André Sant’Anna morou boa parte de sua vida no Rio de Janeiro, porém viajava constantemente para São Paulo. Hoje, mora definitivamente na maior capital do Brasil, onde trabalha como escritor e roteirista.
Na década de 1980, André era contrabaixista e compositor da banda chamada Tao e Qual, no Rio de Janeiro, apresentando-se em várias cidades do Brasil, e nela permaneceu até o início da década de 1990. Sua inclinação para a música era muito maior que para a literatura em si, porém enveredou pelo caminho das letras no decorrer da década de 1990, até como consequência de seu trabalho como músico.

## Carreira e estilo
Seu primeiro livro, Amor, 1998, trouxe seus primeiros pensamentos como escritor e, também, seu estilo, para o mundo literário. Logo depois, em 1999, presenteia-nos com a sua segunda obra, intitulada Sexo. Sua produção literária inicial é bastante afluente e, dois anos depois, lança seu terceiro livro, Amor e outras histórias, 2001.
Trabalhar como publicitário garantiu ao autor uma enorme experiência em observar o público, pois precisava criar mensagens diretas e simples para que fossem bem compreendidas. Sexo, seu segundo trabalho, possui uma linguagem mista, direta e fantasiosa, descrições de situações reais, resquícios da publicidade dentro de si mesmo.
Suas leituras eram totalmente diferentes daquelas pedidas em sala de aula, quando ainda aluno regular do Ensino básico. Graças ao seu pai, André enveredou por outras páginas, descobrindo autores como Nelson Rodrigues e José Agrippino de Paula, os quais o influenciaram, fazendo nascer um estilo debochado e irreverente, até mesmo ácido pelas palavras fortes que utiliza; um verdadeiro denunciante da problemática que nos rodeia.
Simples e despretensioso, André vê a crítica literária feita nos jornais e revistas de grande circulação no país algo 'abaixo da crítica literária' verdadeira. Para ele, crítica literária é a que se faz dentro das salas de aula de uma boa instituição universitária e boa parte dela deveria ser publicada. Como os veículos de massa não oferecem mais espaço para que tal ocorra, o que se tem é uma crítica rápida, sem profundidade, para que a leitura seja consumida rapidamente por todos, sem 'verdadeiramente criticar' e saber o que se está lendo.

## Obras
- Amor, 1998
- Sexo, 1999
- Amor e outras histórias, 2001
- O paraíso é bem bacana, 2006
- Inverdades, 2009
- O Brasil é bom, 2014
- O Importado Vermelho de Noé